# روبرت أرينغتون
روبرت أرينغتون (بالإنجليزية: Robert Arrington)‏ هو فيلسوف أمريكي، ولد في 19 أكتوبر 1938، وتوفي في 20 يونيو 2015.